# Новые русские (мультфильм)
Новые русские (также известный как Международный день игрушек) — мультипликационный фильм Владимира Тарасова по сценарию Александра Курляндского, долгое время считавшийся утерянным. Планировался создателями как пилот мультсериала.

## Сюжет
Все жители неназванного российского города отмечают первый Международный день игрушек и торопятся на самый большой городской стадион, чтобы лицезреть парад, на который съехались все известные в мире игрушки и мультипликационные персонажи, такие как матрёшки, летающие слоны, Микки Маус и Черепашки-Ниндзя.
Тем временем, в некой фабрике игрушек по телевизору за парадом наблюдает Юлёк — одноглазая чёрная игрушка, которого не успел дорисовать художник, так как тот убежал на парад. Юлёк решает дорисовать самого себя сам и отправиться на стадион. Спрыгнув с окна, он сталкивается с кошечкой Катей. Недолго после знакомства в неё с окна своей квартиры из рогатки стреляет байкер Майкл Рокер.
Юлёк смог проучить Майкла за его поступок и он вместе с Катей идёт в сторону стадиона. По дороге они встречают другие игрушки — Ваню-Молотка, который ходит с отбойным молотком, и птеродактиля Петю. Они также решают пойти на стадион.
Спустя некоторое время четвёрку героев ловит Майкл Рокер на мотоцикле, забирает их в плен и увозит в свой гараж на окраине города, где запирает их. Рядом с гаражом Майкл запускает самодельный механизм, который переламывает добрые игрушки в страшных серых существ — пауков, ходячих скелетов рыб и черепушек с крыльями. Героям удаётся избежать этой участи, совершив побег из гаража и победив всех серых существ. Захватив мотоцикл Майкла, они с помощью птеродактиля улетают на стадион, где до сих продолжается парад.

## Над фильмом работали
- Автор сценария: Александр Курляндский
- Режиссёр: Владимир Тарасов
- Художник-постановщик: Сергей Тюнин
- Кинооператор: Людмила Крутовская
- Ассистенты: Жанна Серебренникова, Ксения Молодякова
- Звукооператор: Владимир Кутузов
- Композитор: Марк Сицкер
- Автор текста песни: Андрей Усачёв
- Исполнительница песни: Ирина Воронцова
- Рассказчик[1]: Дмитрий Назаров
- Монтажёр: Маргарита Михеева
- Художники-мультипликаторы: Александр Мазаев, Владимир Арбеков, Юрий Мещеряков, Виктор Арсентьев, Геннадий Сокольский, Роберт Саакянц, Владимир Шевченко, Дмитрий Куликов, Владимир Никитин
- Продюсеры: Александр Лебедев, Игорь Десятников

## Производство
Мультфильм создан «Студией 13».
Мультфильм считался утерянным до осени 2019 года. На момент 2023 года оцифровка мультфильма имеется только на YouTube.
В интервью журналу «Столица» Алексей Котёночкин рассказал, что мультфильм планировался как пилот мультсериала. Некая фабрика игрушек обратилась к студии, чтобы те создали мультфильм с новыми персонажами для производства соответствующих игрушек. Александр со «Студией 13» привозил мультфильм на лицензинг-шоу в США. Для презентации игрушку по имени Юлёк нарекли Тамми-Гамми, кошку — Кити-Катей, а байкера — Майклом Мэтлом.
Производство мультфильма спонсировал «Аэрофлот».

## Музыка
В мультфильме использована песня Shoot to Thrill группы AC/DC и оригинальная песня за авторством Андрея Усачёва «Жить нельзя без праздника».